# ウェイヴァリー・ミュニシパル・カウンシル
ウェイヴァリー・ミュニシパル・カウンシル（Waverley Municipal Council）は、オーストラリア・ニューサウスウェールズ州の地方公共団体。

## 概要
シドニーCBDの東6キロメートルに位置し、市の東部は、タスマン海に望む。北をミュニシパリティ・オブ・ウラーラ、南をシティ・オブ・ランドウィックに隣接する。シドニー有数のビーチであるボンダイビーチ、ブロンテビーチを抱え、サーフ・カルチャー（en:Surf culture）の色濃い地域である。

## 構成サバーブ
ウェイヴァリー・ミュニシパル・カウンシルは、以下のサバーブで構成されている。
- ボンダイ（Bondi）
- ボンダイ・ビーチ
- ボンダイ・ジャンクション
- ノース・ボンダイ（Bondi North）
- ブロンテ（Bronte）
- ドーヴァー・ハイツ（Dover Heights）
- クイーンズ・パーク（Queens Park）
- ローズ・ベイ（Rose Bay、西部のみ。東部は、ミュニシパリティ・オブ・ウラーラ）
- タマラマ（Tamarama）
- ウェイヴァリー（Waverley）

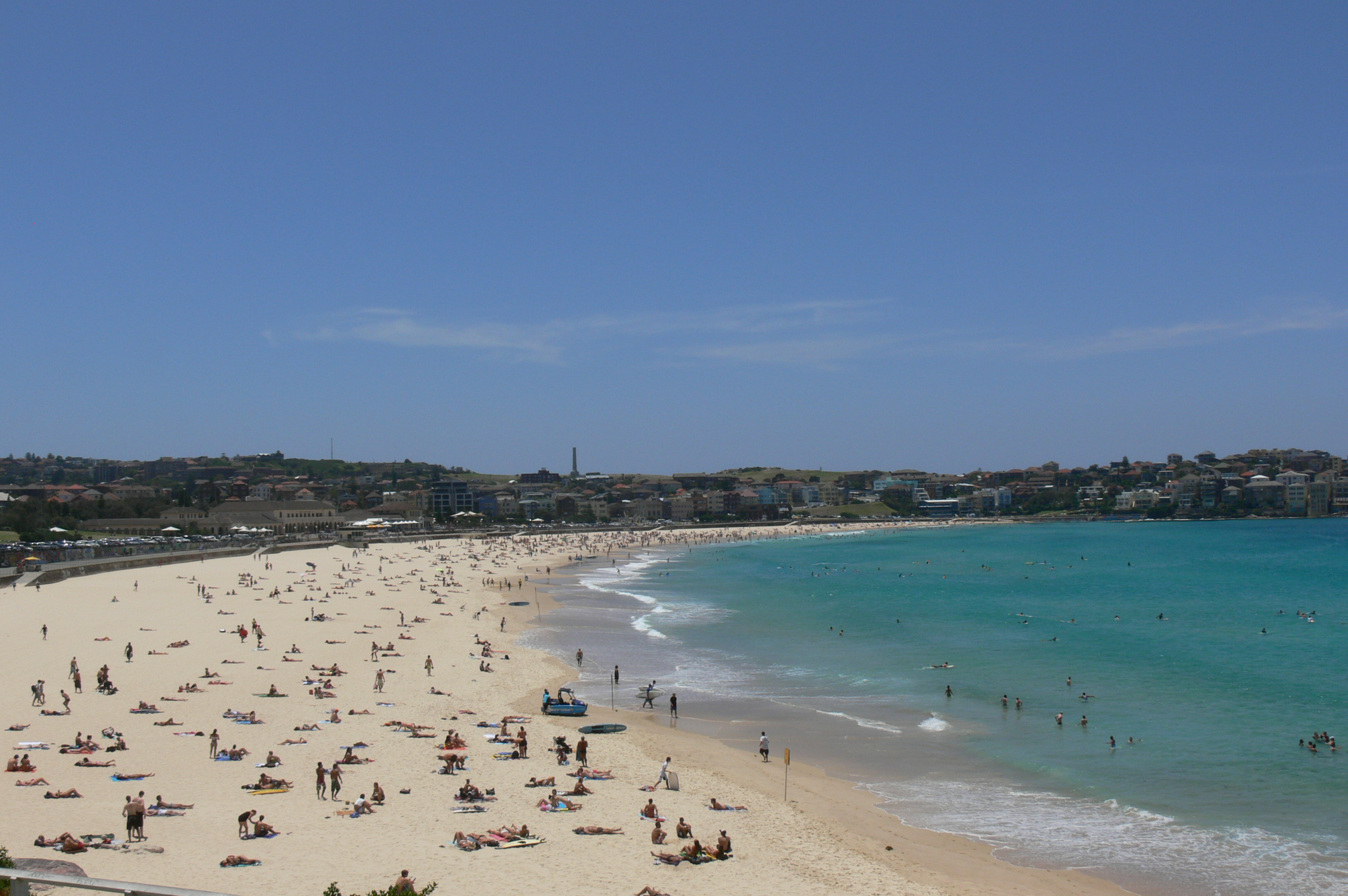
ボンダイビーチ
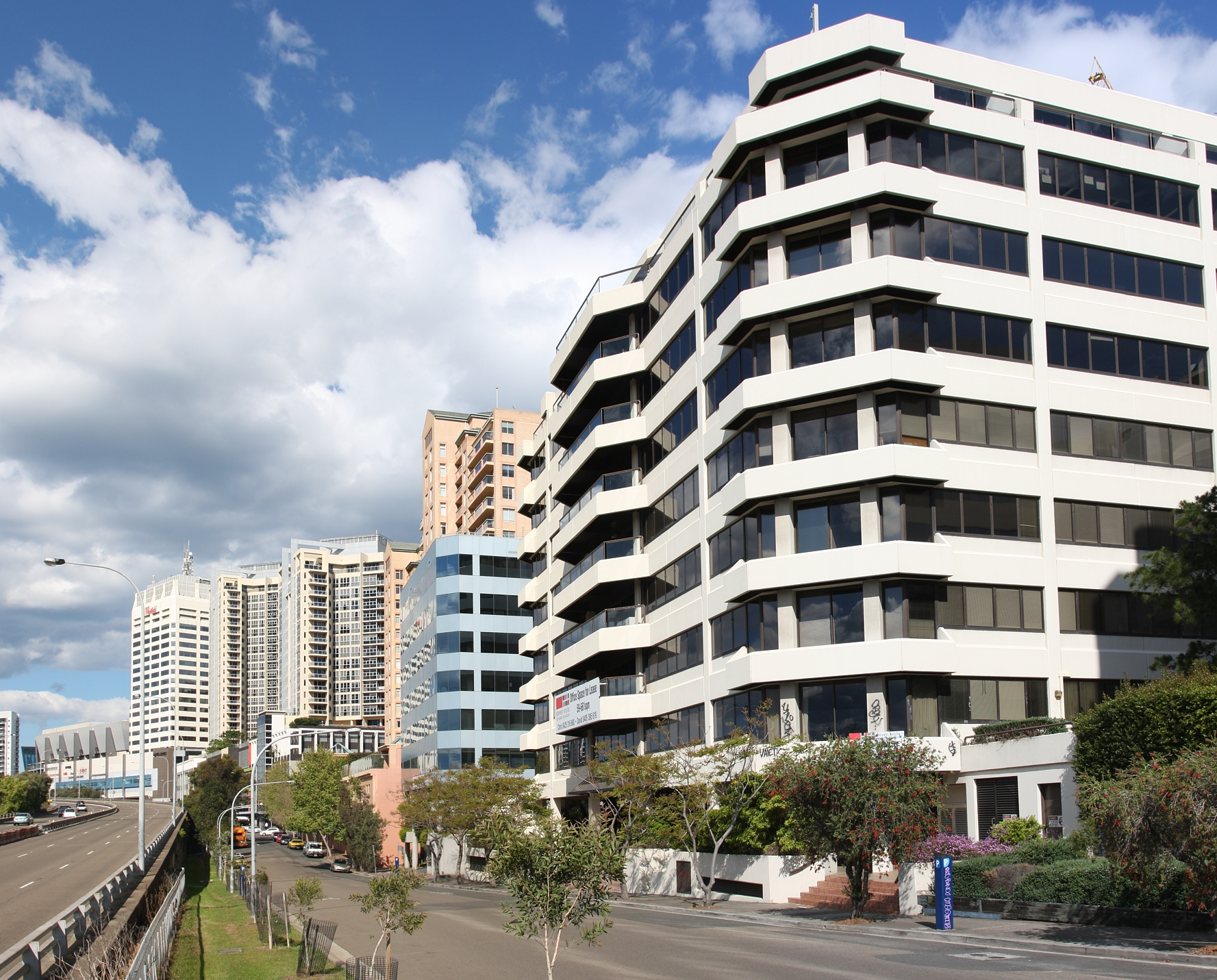
ボンダイ・ジャンクション
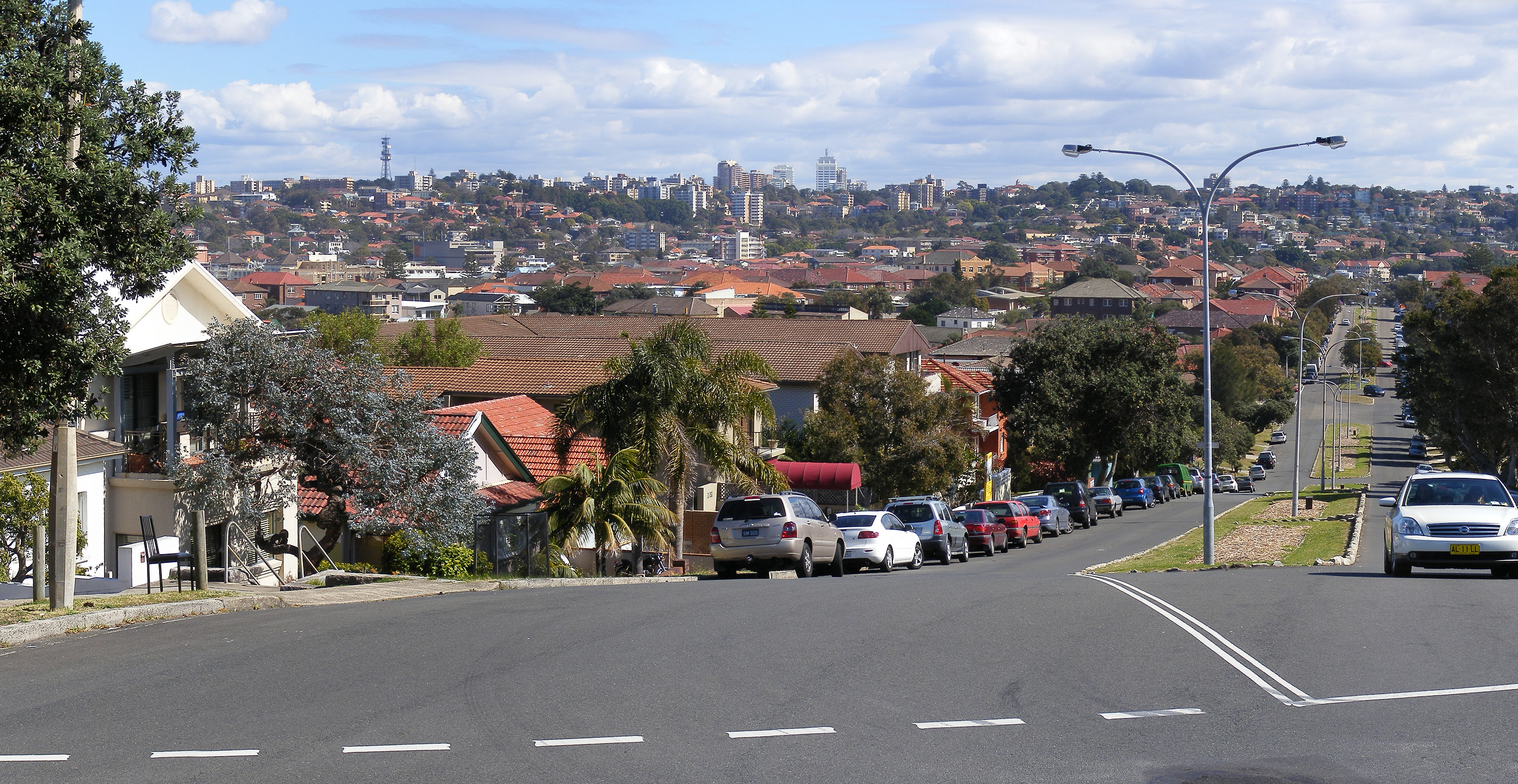
ノース・ボンダイ
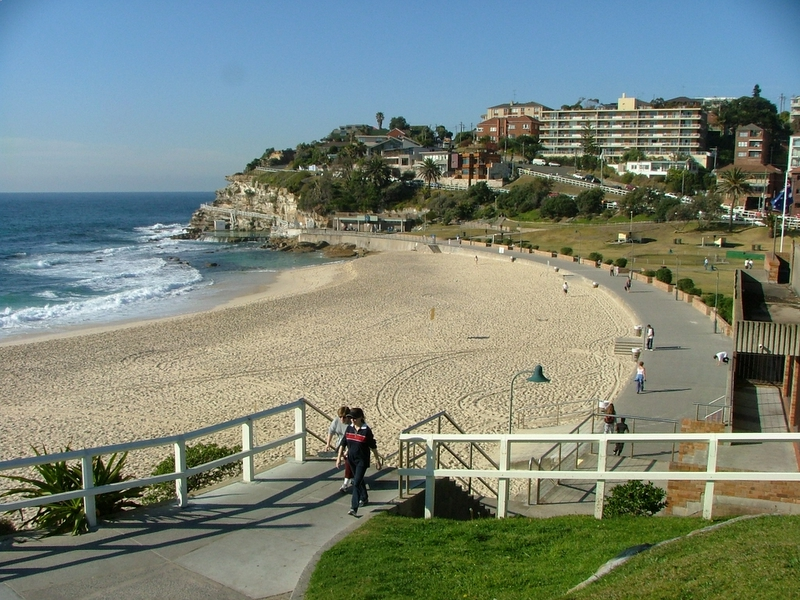
ブロンテ
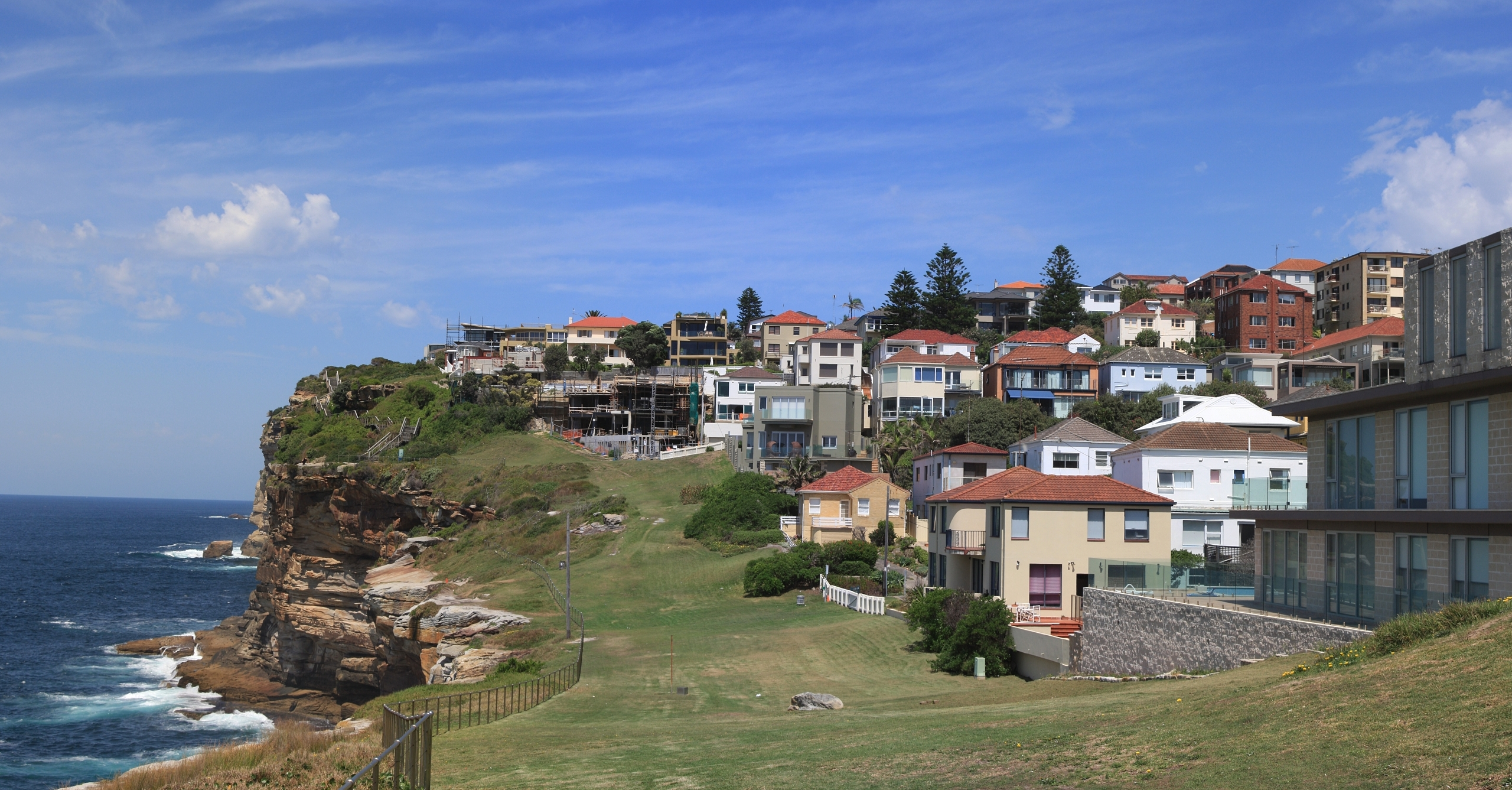
ドーヴァー・ハイツとタスマン海
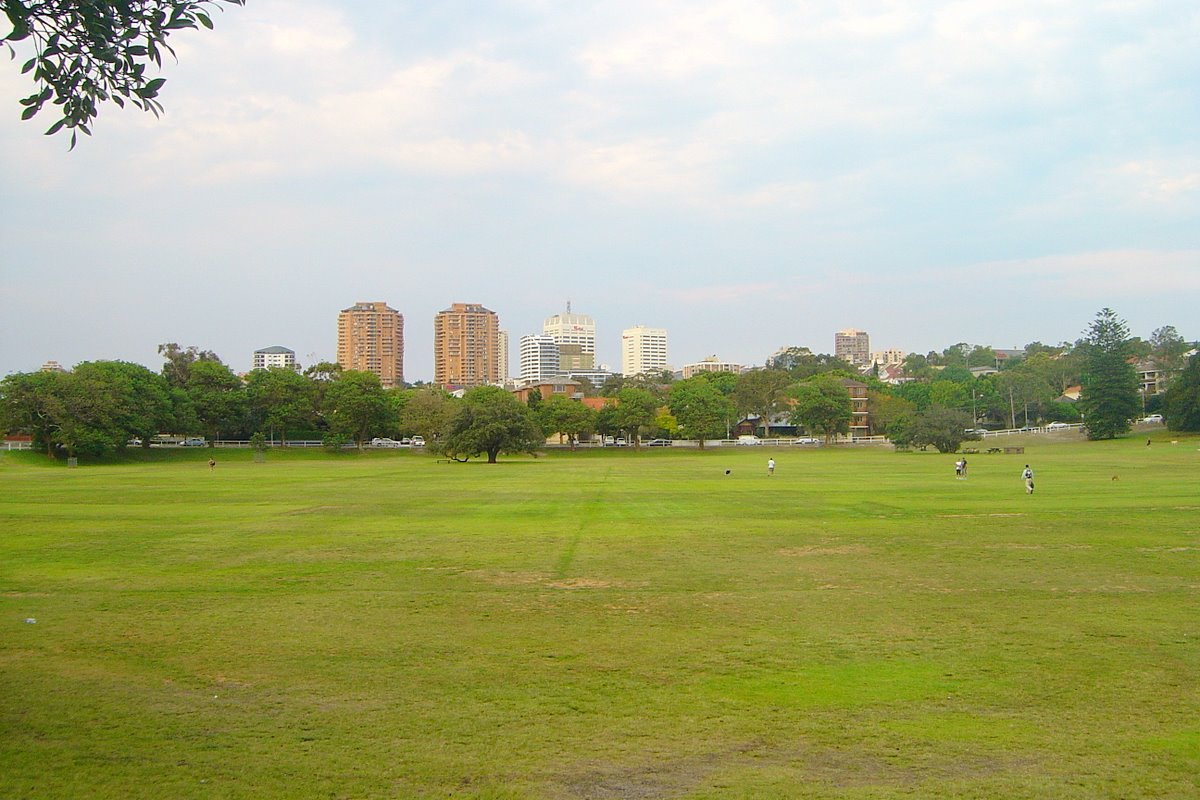
クイーンズ・パーク
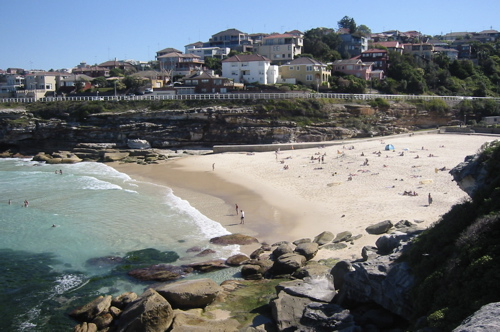
タマラマ
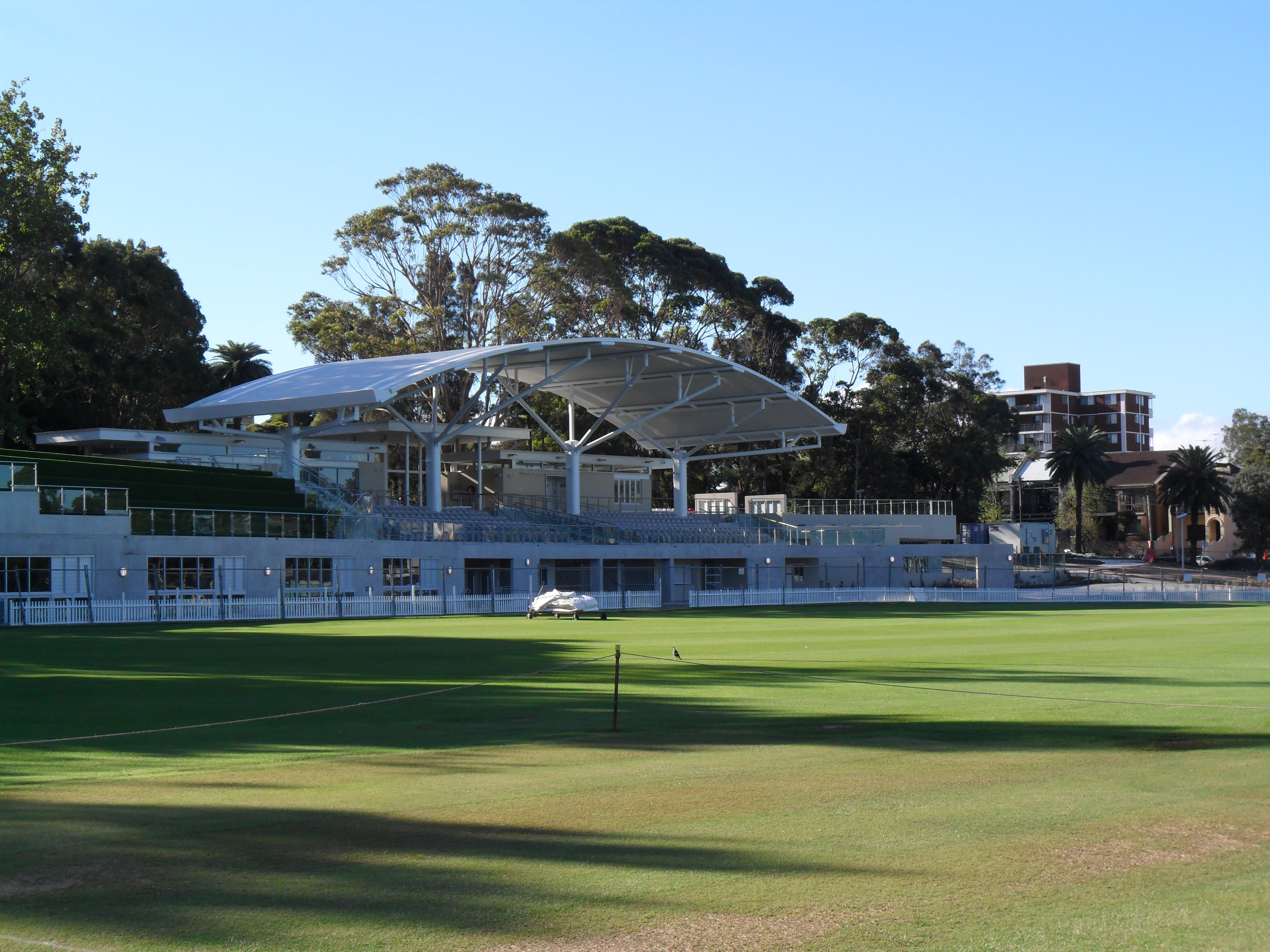
ウェイヴァリー・オーヴァル

## 議会
ウェイヴァリー・ミュニシパル・カウンシルの議会は、12人によって構成される。任期は4年。選挙区は4つで、それぞれの選挙区から3人の議員が選出される。最新の議会選挙は、2012年9月8日に実施された。議席は、オーストラリア労働党が7議席、オーストラリア自由党が3議席、オーストラリア緑の党が1議席、無所属が1議席を獲得した。市長は、議会選挙後の最初の議会で12人の議員の中から選出される。市長は、オーストラリア労働党のSally Betts。